# صلاح الأطرش
صلاح الأطرش (1945-2020) فنان تشكيلي فلسطيني، من مواليد مدينة القدس. أنهى دراسته الثانوية عام 1965، نال بكالوريوس اللغة العربية من جامعة القاهرة عام 1970. عمل مسؤولاً لدائرة الفنون في جامعة القدس المفتوحة، وكان عضواً في رابطة الفنانين التشكيليين منذ عام 1980، وله دور بارز في تفعيل الحالة الفنية في مدينة القدس، حاصل على جائزة أفضل فنان تشكيلي في مهرجان زهرة المدائن الثالث في القدس عام 2010.

## أسلوبه الفني
أسلوبه تعبيري فطري، يتناول العفوية بشكل مبسط في مفرداته التشكيلية التي تتميز بزخارف لونية ضمن تكوينات تقترب أحيانًا من الأشكال الهندسية. يقدم المشاهد بتكوينات دائرية ومستطيلة وخطوط متوازية تمثل وحدة متناسقة تعتمد على التباين في الضوء وتدرجات الألوان. لوحاته رصدت أبواب وأسواق وأحياء مدينة القدس التاريخية والطبيعة المحيطة بها، ووثقت وجوه العديد من أصحاب المهن ومشاهد من الحياة اليومية، مما ميز لوحاته بموضوعاتها المستلهمة من الحياة العامة، ودفعه لإنتاج مجموعة من اللوحات الواقعية التسجيلية. 

## معارضه
له العديد من المعارض الشخصية منها:
- معرض مهرجان الفن في جاليري 79 رام الله عام 1980.
- معرض ضمن فعاليات احتفالية القدس عاصمة الثقافة العربية في قاعة جامعة القدس المفتوحة، القدس عام 2009.

شارك في عدد من المعارض الجماعية في القدس وبيت لحم ورام الله منها:
- معرض ربيع القدس في مركز الحياة للثقافة عام 2016.
- معرض تراثيات مجموعة ديار جاليري دار الندوة، بيت لحم عام 2012.
- معرض جماعي في مسرح الحكواتي - القدس عام 1986.

## قيل عنه
قال عنه الناقد المصري سيد جمعة: "لعل الأطرش بوعىٍ منه أو رغبةً كامنة فيه، يُشارك في حفظ ونقل تراث بلدهِ المكلوم إلى الأجيال التالية من خلال هذا التوثيق الفني لهُ من خلال إبداعاته الفنية المُتعددة والمتميزة، فكان الإنسان، والنبات، والجماد، لهم النصيبُ الأكبر كما نرى ذلك في أعمالهِ"، مضيفاً "استخدم من العناصر العديدة في التعبير الفني وكان منها عنصر اللون - كمثالٍ - بإشراقاتهِ وإضاءته الذاتية، وأيضاً اهتمامهِ بالنماذج كموضوعات مُختارة حيثُ نجدُ فيها تحديد البؤرة الرئيسية لتكون الملمح الأساسي والأيقونة الفكرية مُكتملة مع الرؤية البصرية".

## وفاته
توفي في القدس 19 مايو 2020 عن عمر 75 عامًا. ونعته وزارة الثقافة الفلسطينية على لسان وزيرها عاطف ابو سيف حيث قال: "إن رحيله خسارة للثقافة الفلسطينية وللحركة الفنية التشكيلية التي أبدع من خلالها في تقديم القدس وتفاصيل الحياة اليومية فيها".